# Грушевая чехлоноска
Грушевая чехлоноска (лат. Coleophora flavipennella) — вид молевидных бабочек-чехлоносок (Coleophoridae).
Европа.

## Описание
Мелкая молевидная бабочка. Размах крыльев 11—13 мм. Идентифицировать имаго можно по строению гениталий.
Гусеница имеет характерный способ питания, создавая небольшие отверстия в листьях кормового растения, дуба (Quercus). Затем создается футляр, который заменяется по мере роста личинки. Имаго появляются в июле и августе.